# Danbury (Nebraska)
Danbury és una població dels Estats Units a l'estat de Nebraska. Segons el cens del 2000 tenia 127 habitants.

## Demografia
Segons el cens del 2000, Danbury tenia 127 habitants, 54 habitatges, i 38 famílies. La densitat de població era de 144,2 habitants per km².
Dels 54 habitatges en un 24,1% hi vivien nens de menys de 18 anys, en un 68,5% hi vivien parelles casades, en un 1,9% dones solteres, i en un 29,6% no eren unitats familiars. En el 25,9% dels habitatges hi vivien persones soles el 13% de les quals corresponia a persones de 65 anys o més que vivien soles. El nombre mitjà de persones vivint en cada habitatge era de 2,35 i el nombre mitjà de persones que vivien en cada família era de 2,87.
Per edats la població es repartia de la següent manera: un 0% tenia menys de 18 anys, un 3,9% entre 18 i 24, un 26% entre 25 i 44, un 25,2% de 45 a 60 i un 19,7% 65 anys o més.
L'edat mediana era de 42 anys. Per cada 100 dones de 18 o més anys hi havia 111,1 homes.
La renda mediana per habitatge era de 33.750 $ i la renda mediana per família de 44.583 $. Els homes tenien una renda mediana de 24.464 $ mentre que les dones 18.958 $. La renda per capita de la població era de 19.512 $. Aproximadament el 4,9% de les famílies i el 8,4% de la població estaven per davall del llindar de pobresa.

## Poblacions més properes
El següent diagrama mostra les poblacions més properes.